# Erra (banda)
Erra (a veces estilizado como ERRA) es una banda estadounidense de metalcore de Birmingham, Alabama. La banda lleva el nombre del dios acadio homónimo de la guerra y la plaga. La banda ha lanzado seis álbumes de estudio y tres EPs: Impulse (2011), Augment (2013), Drift (2016), Neon (2018), Erra (2021) y su más reciente trabajo Cure (2024). 
Han realizado giras con bandas como As I Lay Dying, August Burns Red, TesseracT, Born of Osiris, Ice Nine Kills, Glass Cloud, Within the Ruins, Bad Omens, I See Stars y Texas in July.

## Historia

### Primeros años yImpulse(2009–2011)
Erra se formó en 2009 por amigos de la escuela secundaria Alex Ballew, Jesse Cash, Adam Hicks, Garrison Lee y Alan Rigdon en Birmingham, Alabama. La banda escribió y autoeditó dos EP: uno homónimo en 2009 y Andromeda en 2010. Esto llamó la atención de Tragic Hero Records, que los había contratado en 2011. Más tarde ese año, la banda lanzó su primer álbum de estudio Impulse y realizó giras con bandas como Born of Osiris y Upon a Burning Body.

### Augmenty cambios de alineación (2012–2014)
En 2012, Adam Hicks dejó la banda para buscar otras opciones profesionales y la banda comenzó a escribir su segundo álbum de estudio con Cash siguiendo tanto la guitarra como el bajo para el álbum. Augment fue lanzado y le ganó a la banda mucha más atención por parte de las bandas en gira, y comenzaron a realizar giras más extensas. Hicks fue reemplazado por el guitarrista Sean Price, quien fue incluido en el video musical "Hybrid Earth". La banda realizó una gira al año siguiente para promocionar su segundo lanzamiento. El vocalista Garrison Lee y el guitarrista Alan Rigdon anunciaron su salida de la banda en 2014 y lo hicieron en buenos términos.

### Moments of ClarityyDrift(2014–2017)
Tras el final de su contrato discográfico con Tragic Hero, Erra firmó con Sumerian Records a mediados de 2014. El bajista Sean Price pasó a la guitarra rítmica y el vocalista Ian Eubanks reemplazó la posición de Garrison Lee. En 2014, se lanzó su tercer EP Moments of Clarity a través de Sumerian. Alcanzó el número 1 en la lista de álbumes de Billboard Heatseekers. A lo largo de 2015, Erra abrió para bandas como August Burns Red en su Frozen Flame Tour y TesseracT en su gira del álbum Polaris de 2015. A finales de 2015, Eubanks se separó de la banda, citando el impacto en su salud como la razón principal.
En 2016, el vocalista J.T. Cavey, exmiembro de Texas in July, se unió a la banda para reemplazar el puesto de Ian Eubanks. Cavey y la banda entraron al estudio y escribieron y lanzaron su tercer álbum de estudio Drift. El álbum alcanzó el número 1 en la lista Billboard Heatseekers Albums. La banda participó en la gira sumeria de 10 años, junto con Born of Osiris, Veil of Maya, After the Burial y Bad Omens. A finales de año, el bajista Conor Hesse se incorporó a tiempo completo como nuevo bajista de la banda.

### Neon(2018–2019)
El 12 de junio de 2018, la banda publicó el primer sencillo de su álbum Neon. El álbum fue lanzado el 10 de agosto de 2018 y es el tercer lanzamiento de la banda en el sello Sumerian Records, y el segundo álbum que presenta a J.T. Cavey en la voz. Alcanzó el puesto número 1 en la lista de álbumes Heatseekers del Billboard 200. En septiembre de 2018, la banda salió de gira con After the Burial y The Acacia Strain.
El 8 de agosto de 2019, la banda lanzó un nuevo sencillo titulado "Eye of God"; se puso a disposición para guardarlo previamente. En agosto de 2019, Erra realizó la gira Neon/Alien por América del Norte con Northlane, Crystal Lake y Currents. El 10 de octubre, la banda lanzó su versión de "You Think I Ain't Worth a Dollar, But I Feel Like a Millionaire" de Queens of the Stone Age en servicios de transmisión de música.

### Erra(2020–2022)
El 27 de agosto de 2020, la banda anunció que se había separado de Sumerian Records y firmado con UNFD, y lanzaron un nuevo sencillo "Snowblood" junto con el vídeo musical correspondiente. El 19 de noviembre, la banda lanzó otro sencillo, "House of Glass".
El 13 de enero de 2021, la banda lanzó el tercer sencillo "Divisionary" junto con un vídeo musical que lo acompaña. Ese mismo día, la banda reveló la lista de canciones, el arte oficial del álbum y anunció que su nuevo quinto álbum de estudio homónimo se lanzará el 19 de marzo de 2021. El 3 de febrero, un mes y medio antes del lanzamiento del álbum, la banda presentó el cuarto sencillo, "Scorpion Hymn". El 11 de marzo, la banda lanzó el quinto sencillo, "Shadow Autonomous". El 10 de septiembre, poco menos de seis meses después del lanzamiento original del álbum, la banda lanzó una versión instrumental del álbum.
El 7 de octubre, la banda dio a conocer una nueva versión de la canción "Vanish Canvas" con Courtney LaPlante de Spiritbox junto con su vídeo musical. El 21 de enero de 2022, la banda lanzó el séptimo sencillo "Nigh to Silence" y al mismo tiempo anunció la edición de lujo del álbum que se lanzará el 18 de marzo. Al mismo tiempo, la banda reveló oficialmente la portada del álbum y el lista de pistas. El 23 de febrero, un mes antes del lanzamiento, la banda lanzó su versión de "Stockholm Syndrome" de Muse en servicios de transmisión de música. El 28 de marzo, la banda anunció que el guitarrista Sean Price dejó la banda en buenos términos.

### Cure(2023–presente)
El 7 de julio, la banda lanzó un nuevo sencillo titulado "Pull from the Ghost", poco antes de la gira principal de la banda durante julio y agosto del mismo nombre con las bandas Alpha Wolf, Thornhill e Invent Animate. El 1 de diciembre, Erra apareció en el sencillo "World Unknown" de PhaseOne.
En marzo de 2023, la banda realizó una gira como cabeza de cartel en Europa con las bandas Silent Planet, Invent Animate y Sentinels. Después de su gira europea, la banda entró al estudio con Dan Braunstein para grabar material nuevo. La banda agregaría a Clint Tustin como guitarrista secundario de la banda después de una gira con la banda durante un año. El 16 de agosto, la banda dio a conocer otro sencillo "Pale Iris" y su correspondiente vídeo musical.
El 1 de febrero de 2024, Erra anunció que su próximo sexto álbum de estudio Cure, se lanzará el 5 de abril de 2024. Al mismo tiempo, lanzaron la canción principal y el video de "Cure", al tiempo que revelaron la portada del álbum. y la lista de pistas.

## Estilo musical e influencias
Se ha referido a la banda como "la punta de lanza de todo el movimiento metalcore moderno/progresivo" y se han referido a su propio estilo como "ambiente melódico".
Han citado a August Burns Red, Misery Signals, Born of Osiris y Saosin como influencias musicales.

## Miembros
| Miembros actuales - J.T. Cavey – Voz gutural (2016–presente) - Jesse Cash – Guitarra, Voces limpias (2009–presente) - Clint Tustin – Guitarra (2023–presente) - Conor Hesse – Bajo (2016–presente) - Alex Ballew – Batería (2009–presente) | Miembros anteriores - Adam Hicks – Bajo (2009–2012) - Garrison Lee – Voz gutural (2009–2014) - Alan Rigdon – Guitarra, voz secundario (2009–2014) - Ian Eubanks – Voz gutural (2014–2015) - Sean Price – Guitarra (2014–2015), Bajo (2012–2016) |

Línea del tiempo

## Discografía
Álbumes de estudio
- 2011: Impulse
- 2013: Augment
- 2016: Drift
- 2018: Neon
- 2021: Erra
- 2024: Cure